# Halciîn, Andrușivka
Halciîn (în ucraineană Гальчин) este o comună în raionul Andrușivka, regiunea Jîtomîr, Ucraina, formată numai din satul de reședință.

## Demografie
Componența lingvistică a satului Halciîn
     Ucraineană (99,01%)
     Alte limbi (0,86%)
Conform recensământului din 2001, majoritatea populației satului Halciîn era vorbitoare de ucraineană (99,01%), existând în minoritate și vorbitori de alte limbi.